# Talata Mafara
Talata Mafara è una città della Repubblica Federale della Nigeria appartenente allo Stato di Zamfara. 
È il capoluogo dell'omonima area a governo locale (local government area) che si estende su una superficie di 1.430 km² e conta una popolazione di 215.178 abitanti.